# Twisters – Végzetes vihar
A Twisters – Végzetes vihar (eredeti cím: Twisters) 2024-ben bemutatott amerikai katasztrófafilm, amely az 1996-os Twister című film remake-je. A játékfilm rendezője Lee Isaac Chung, producerei Frank Marshall és Patrick Crowley. A forgatókönyvet Mark L. Smith és Joseph Kosinski írta, zenéjét Benjamin Wallfisch szerezte. A mozifilm az Universal Pictures, a Warner Bros. Pictures, az Amblin Entertainment és a The Kennedy/Marshall Company gyártásában készült, az Universal Pictures forgalmazásában jelent meg. A főbb szerepekben Daisy Edgar-Jones, Glen Powell, Anthony Ramos, Brandon Perea, Maura Tierney és Sasha Lane láthatók.
Amerikában 2024. július 19-én, Magyarországon pedig 2024. július 11-én mutatták be a mozikban.

## Cselekmény
Kate Cooper viharvadász és csapata egy tornádót követ. A tornádó elragadja és megöli Kate csapatát. Ennek hatására Kate meteorológusként kezd el dolgozik New York-ban és a baleset óta nem mer kimozdulni. A barátja, Javi hatására újra kimegy, hogy kipróbáljon egy új nyomkövető vihar rendszert. A terepen összefut Tyler Owensszel, a sármos, de vakmerő közösségi média szupersztárral, aki a viharvadász kalandjainak posztolásából él. Ahogy a viharszezon egyre intenzívebbé válik, Kate, Tyler és az egymással versengő csapataik az életükért küzdenek, amikor több ciklon is összefut Oklahoma középső része felett. A vihar miatt szupertornádó alakul ki, Kate és Tyler pedig a vihar közepén reked.

## Szereplők
| Szereplő     | Színész            | Magyar hang        | Leírás                                                       |
| ------------ | ------------------ | ------------------ | ------------------------------------------------------------ |
| Kate Cooper  | Daisy Edgar-Jones  | Nagy Katica        | Meteorológus és egykori viharvadász.                         |
| Tyler Owens  | Glen Powell        | Brasch Bence       | Híres viharvadász a közösségi médiában.                      |
| Javi         | Anthony Ramos      | Ember Márk         | Kate egykori viharvadász kollégája.                          |
| Boone        | Brandon Perea      | Király Dániel      | Videós, Tyler csapatának tagja.                              |
| Cathy Cooper | Maura Tierney      | Báthory Orsolya    | Kate anyja.                                                  |
| Ben          | Harry Hadden-Paton | Seder Gábor        | Londoni újságíró.                                            |
| Lilly        | Sasha Lane         | Kókai Tünde        | Drónkezelő, Tyler csapatának tagja.                          |
| Jeb          | Daryl McCormack    | Vizi Dávid         | Kate elhunyt barátja és a viharvadász csapatának volt tagja. |
| Addy         | Kiernan Shipka     | Antóci Dorottya    | Kate elhunyt viharvadász csapatának tagjai.                  |
| Praveen      | Nik Dodani         | Samudovszky Adrian | Kate elhunyt viharvadász csapatának tagjai.                  |
| Scott        | David Corenswet    | Rohonyi Barnabás   | Javi üzlettársa.                                             |
| Dexter       | Tunde Adebimpe     | Schneider Zoltán   | Tudós, Tyler csapatának tagja.                               |
| Dani         | Katy O’Brian       | Réti Adrienn       | Szerelő, Tyler csapatának tagja.                             |

### Magyar változat
A szinkront a Mafilm Audio Kft. készítette.
- Magyar szöveg: Tóth Tamás
- Hangmérnök: Gábor Dániel
- Vágó: Sári-Szemerédi Gabriella
- Gyártásvezető: Cabello-Colini Borbála
- Szinkronrendező: Tabák Kata
- Produkciós vezető: Hagen Péter

## A film készítése
2020 júniusában bejelentették, hogy készül az 1996-os Twister című film remake-je. Az eredeti film forgalmazója, a Universal Pictures fejleszti, Joseph Kosinski író és rendező, valamint Frank Marshall és Sara Scott producerek személyében.  2021 júniusában Helen Hunt érdeklődését fejezte ki az eredeti film folytatásának fejlesztése iránt.
2022 októberében jelentették be, hogy a film forgatókönyvét Mark L. Smith írta, a producer pedig Marshall. A lehetségesnek rendezők között Jimmy Chin, Elizabeth Chai Vasarhelyi, Dan Trachtenberg és Travis Knight voltak. Decemberben Lee Isaac Chungot szerződtették a rendezésre.

### Forgatás
A forgatás 2023 májusában kezdődött Oklahoma City környékén. 40 napig a Prairie Surf Studiosban, 50 napig pedig Oklahoma City metropoliszában forgattak volna. További helyszínek között szerepelt Chickasha, Okarche, El Reno, Spencer és Cashion. 2023 júliusában a SAG-AFTRA sztrájkja miatt a forgatás felfüggesztésre került. 2023 novemberében, a sztrájk befejeztével a forgatás újraindult, és a következő hónapban befejeződött.